# Рождество Богородично (Върбени)
„Рождество Богородично“ (на гръцки: Γεννήσεως της Θεοτόκου) е възрожденска православна църква в леринското село Върбени (Итеа), Егейска Македония, Гърция. Храмът е част от Леринската, Преспанска и Еордейска епархия.

## Местоположение
Църквата е гробищен храм, разположен на 2 km югозападно от селото.

## История
Построена в 1862 година според ктиторския надпис. Има ценни оригинални стенописи, дело на братята Георги и Атанас Димитри от Негован.